# براتعلی فدایی هروی
براتعلی فدایی هروی (۱۳۰۸ – ۴ آذر ۱۴۰۰) شاعر اهل افغانستان بود.

## مهاجرت به ایران
براتعلی فدایی مدتی در هرات و دیگر ولایات افغانستان کارمند دولت بود. با آغاز تهاجم شوروی به افغانستان به ایران مهاجرت کرد و در سال ۱۳۷۱ پس از پیروزی مجاهدین، به افغانستان بازگشت و تا پایان زندگی خود را در هرات گذراند. براتعلی فدایی در مشهد از بنیانگذاران شعر مهاجرت بود. این سبک شعر به به مخالفت با تجاوز بیگانه، ستایش وطن، و حسرت و هجرت می‌پردازذ.

## غزلسرایی و شعر مقاومت
او شاعری غزل‌سرا با درون‌مایه‌های نوتر و مبتنی بر روال کلاسیک شعر فارسی بود. فدایی هروی به دلیل پیشینه طولانی در سرایش شعر، به «شیخ‌الشعرا» شهرت یافته بود. براتعلی فدایی هروی در سرایش «شعر مقاومت» شهرت خاصی داشت و شعرهای او در سال‌های جنگ با شوروی، طرفداران زیادی میان مردم و جبهه‌های نبرد داشتند.

## آثار
شعرهای براتعلی در چندین کتاب جداگانه چاپ و منتشر شده‌اند. حریم راز، منتخبی از آثار فریاد خون، گنج اسرار و راز سخن، چامه‌ها و چکامه‌ها، راه روشن، و گنج در ویرانه، مهم‌ترین آثار فدایی هروی هستند.

## مقام شاعری
شاعران و اهل ادب در هرات، برات‌علی فدایی هروی را هم‌پایه شاعران نام‌داری چون قاری عبدالله، غلام‌احمد نوید، غلام‌نبی عشقری و خلیل‌الله خلیلی می‌دانند.

## بزرگداشت
راه اندازی انتشارات فدایی هروی از سوی آصف رحمانی پارسی و روح الامین امینی از شاعران معاصر و انجمن ناظم هروی که از دیرباز با نام این شاعر مشهور سبک هندی در هرات فعالیت داشت و در اواخر عمر فدایی به نام او تغییر یافت از جمله نلاش‌ها برای بزرگداشت براتعلی فدایی هستند.